# Малко Преспанско езеро
Вижте пояснителната страница за други значения на Преспа.
Малкото Преспанско езеро или Малото Преспанско езеро, наричано още и Вентрок (гръцки: Λίμνη Μικρή Πρέσπα, Лимни Микри Преспа, на албански: Liqen i Prespës së vogël) е езеро в географската област Македония разделено между Гърция и Албания.
Езерото е е разположено на надморска височина от 853 m в западната част на Македония в Преспанската котловина на юг от Голямото Преспанско езеро. Площта му е 48 квадратни километра, максималната му дължина е 13,6 km, максималната дълбочина е 8,4 метра, а средната около 4 m. Има овална форма като по-голямата му част е в Гърция, на територията на дем Преспа (43,5 km²), и само една малка част в Албания, на територията на окръг Девол (3,9 km²). Формирано е когато някога общото езеро Преспа се е оказало разделено от наносите, донесени от Стара река (Палиорема или Агиос Германос).
Водосборната площ на Малкото Преспанско езеро е 189 km² – 138 km² в Гърция и 51 км² в Албания. Между Голямото и Малкото преспанско езеро има тесен естествен насип. Най-големият приток на Малкото Преспанско езеро е Стара река, която извира от планината Пелистер (Варнудас) и има дължина около 10 километра. През 1936 година обаче гръцкото правителство отклонява течението на Стара река в посока към Голямото Преспанско езеро, в което тя се изтича и до днес. След няколко години е прокопан и изкуствен канал, свързващ двете езера, по който да могат да се пренасят рибарски лодки. Днес този канал е затворен по естествен път и двете езера са отново разделени.
В 1953 година, за да се отводни езерото Малик на север от Корча, албанската река Девол също е свързана с езерото с изкуствен канал, на който през 1969 година е построен и шлюз. При силни валежи и напролет при стопяването на снеговете водите на езерото се качват и се изтичат в Адриатическо море чрез Девол. Днес каналът се използва за напояване в Албания.
В 1977 година в Гърция Малкото Преспанско езеро е обявено за паметник на културата с природната си красота.
Езерото е част от големия Природен парк „Преспа“, оформен от трите правителства – на Република Македония, Гърция и Албания, в областта Преспа. Областта е дом на много застрашени птичи видове като пеликани.

## Острови
В езерото Малка Преспа има два острова: Свети Ахил (Άγιος Αχίλλειος) и Видринец (Βιδρονήσι, Βιτρινέτσι).
На остров Свети Ахил има селище – Ахил, което е едно от двете селища в Република Гърция, което е разположено на остров в езеро (другото селище е върху остров на езерото Памвотида край Янина). Островът е съединен с основната суша чрез пешеходен мост. На остров Свети Ахил, близо до най-високата му точка, са разположени останките от средновековния град Преспа, построен от българския цар Самуил през X век. В развалините на голямата базилика „Свети Ахил“ в 1969 година е открит и неговият гроб.
Видринец е важно местообитание на птици – корморани и пеликани. Достъпът до острова е забранен.